# Paul Posluszny
Paul Michael Posluszny (Butler, 10 ottobre 1984) è un ex giocatore di football americano statunitense che ha militato nel ruolo di linebacker nella National Football League (NFL). Fu scelto nel corso del secondo giro (34º assoluto) del Draft NFL 2007 dai Buffalo Bills. Al college giocò a football alla Penn State University venendo premiato due volte come All-American.

## Carriera professionistica

### Buffalo Bills
Pronosticato come una scelta della metà del primo giro del Draft 2007, Posluszny fu invece scelto nel corso del secondo giro dai Buffalo Bills. All'inizio della sua prima stagione fu subito nominato middle linebacker titolare dall'allenatore dei Bills Dick Jauron. La decisione si rivelò positiva dal momento che Posluszny un immediato contributo nella sua gara di debutto, mettendo a segno 10 tackle (9 solitari) contro i Denver Broncos. Posluszny si ruppe un avambraccio nella settimana 3 contro i New England Patriots, venendo inserito in lista infortunati e concludendo così la sua stagione da rookie. Al momento dell'infortunio si trovava al terzo posto nella lega con 26 tackle, primo tra i rookie alla pari con Patrick Willis.
Paul fece ritorno nel 2008 facendo registrare 129 tackle totali, un fumble forzato e un intercetto, venendo premiato come miglior difensore dei Bills
Posluszny fu nominato capitano della difesa di Buffalo prima dell'inizio della stagione 2009. Nel primo quarto del debutto stagionale, un Monday Night Football contro Patriots , si ruppe un braccio e fece ritorno nella settimana 6 contro i New York Jets, mettendo a segno 9 tackle, un passaggio deviato e un intercetto. Posluszny forzò 6 palloni persi degli avversari nelle undici gare dopo il suo ritorno, il massimo tra i middle linebacker.

### Jacksonville Jaguars
Posluszny firmò un contratto di sei anni del valore di 42 milioni di dollari coi Jacksonville Jaguars il 29 luglio 2011. Partì come titolare in tutte le 16 gare nella sua prima stagione coi Jaguars, guidando la squadra con 119 tackle oltre a 2 intercetti e 2 sack.
Nel 2012, "Poz" disputò nuovamente tutte le 16 gare della stagione regolare. Stabilì un nuovo primato di franchigia con 139 tackle e terminò col massimo personale in intercetti, tre, oltre a due sack.
Nella settimana 10 della stagione 2013, Posluszny contribuì alla prima vittoria stagionale dei Jaguars contro i Tennessee Titans mettendo a segno 8 tackle, un fumble forzato e uno recuperato, venendo premiato come miglior difensore della AFC della settimana. La sua stagione si concluse al secondo posto nella NFL con 161 tackle, oltre a 3,0 sack e 2 intercetti, venendo convocato per il suo primo Pro Bowl, in sostituzione dell'infortunato Patrick Willis dei San Francisco 49ers.
Nel 2014, mentre si apprestava a guidare i Jaguars in tackle per la quarta stagione consecutiva, Posluszny subì un infortunio al muscolo pettorale che lo costrinse a chiudere l'annata dopo sole sette gare. Il 16 aprile 2015 firmò un prolungamento contrattuale fino al 2017. Nel 2015 si classificò al quinto posto nella NFL con 133 tackle, superando quota mille in carriera.

## Palmarès
- Convocazioni al Pro Bowl: 1

2013
- Difensore della AFC della settimana: 1

10ª del 2013
- Butkus Award: 1

2005
- Chuck Bednarik Award: 2

2005, 2006

## Statistiche
| Partite totali      | 99   |
| Partite da titolare | 99   |
| Tackle              | 887  |
| Sack                | 12,0 |
| Intercetti          | 11   |
| Fumble forzati      | 8    |

Statistiche aggiornate alle stagione 2014